# ジャーマン・ワイアーヘアード・ポインター
ジャーマン・ワイアーヘアード・ポインター（英：German Wire-haired Pointer）は、ドイツ原産のポインター犬種の一つである。ドイツ名はドイチャー・ドラードハーリガー・フォルシュテフンド（英：Deutscher Drahthaariger Vorstehund）。

## 歴史
本種のもととなるワイアーヘアのポインター犬種はドイツ国内に古くから数種類存在していた。これを統一して、熱意のある狩猟本能の高いワイアーヘアのポインター犬種を作るという目的で、19世紀の中期に誕生したのが本種である。作出にはジャーマン・ブロークンヘアード・ポインターや多くのドイツ産のワイアーヘアのポインター、スタンダード・プードル、ポーランド産のウォータードッグタイプの犬種などの様々な犬種が交配に使われた。その結果、狩猟本能が旺盛で、悪天候と茨に強い優秀な犬種として仕上がった。
ワイアーヘアはあらゆる動物の追跡、ポイント、自己狩猟（仕留め）、回収をこなすことに使われる。たった1頭で3頭分もの働きを行なうため、犬の主人は発見した動物を狩るか否かの指示を出すだけで済み、高齢になっても狩猟を続けることができるという点が本種の売りであった。しかし、あまりにも本種が多くの仕事を行なうため猟師が暇になってしまい、猟に本来使うべきレトリーバーや猟銃の需要が減ってしまうのではないかということが問題視され、ドイツ国内ではあまり人気が出ずに絶滅の危機にさらされてしまった。だが、ナチスの台頭によりドイツからアメリカ合衆国へ移住していった人々により新世界に持ち込まれ、そこで能力の良さを評価されて人気を得た。それにより現地でブリーディングが順調に進み、絶滅の危機を脱することが出来た。そして、原産地のドイツやヨーロッパ諸国へ輸出が行なわれるまでにその頭数は回復した。
現在も珍しい犬種の一つで、大半は実猟犬かショードッグとして飼育されている。ペットとして飼われているものは稀である。日本でもあまり多くはないが、数頭が飼育されている。数年に一度国内で仔犬が生まれ、正規の国内登録も行われる。

## 特徴
全身を硬く短いワイアーコートが覆っている。このコートは防寒性こそ突出して高いというわけではないが、丈夫で茨と雨をしのぐことが出来る。手入れも比較的簡単である。眉毛や顎鬚、胸部の毛は長めである。毛色はレバーの単色かレバー・アンド・ホワイト、若しくはレバーローンを地色として、レバーの斑が入ったものの3パターンがある。筋肉質の引き締まった体つきで、マズル・脚・胴・尾が長い。目は小さめだが、眼光は鋭くない。耳は垂れ耳、尾は先細りの飾り毛の無いサーベル形の垂れ尾だが、半分から4分の1程度の長さに断尾されることもある。体高57〜68cm、体重25〜30kgの大型犬で、性格は従順で明るく、勇敢で狩猟本能が高い。熱意がありしつけもよく飲み込むが、小型獣を見ると狩猟本能の引き鉄をひかれるので注意が必要である。他のドイツ原産のポインター犬種と同様に水泳が得意で、運動量は非常に多い。かかりやすい病気は股関節形成不全や運動のし過ぎによって起こる関節疾患、コートが目に入って起こる眼疾患などがある。